# Communauté d'agglomération Gaillac-Graulhet
La communauté d'agglomération Gaillac-Graulhet ou Gaillac Graulhet Agglomération  est une communauté d'agglomération française située dans le département du Tarn, en région Occitanie.

## Historique
Cette communauté d'agglomération résulte de la fusion, le 1er janvier 2017, des communautés de communes du Pays rabastinois, Tarn et Dadou et Vère-Grésigne - Pays Salvagnacois. Son siège est fixé à Técou.
Initialement nommée par les noms des trois communautés de communes fondatrices, le nouveau nom Gaillac Graulhet Agglomération, est annoncé le 4 mai 2017 par son président Paul Salvador.
Le 1er janvier 2018, Missècle et Moulayrès quittent la communauté d'agglomération pour rejoindre la communauté de communes du Lautrecois-Pays d'Agout.
Le 1er janvier 2022, Loubers et Noailles quittent la communauté d'agglomération pour rejoindre la communauté de communes du Cordais et du Causse.
Le 1er janvier 2023, Amarens, Donnazac et Frausseilles quittent également la communauté d'agglomération pour rejoindre la communauté de communes du Cordais et du Causse.
La communauté d'agglomération compte alors 56 communes.

## Territoire communautaire

### Composition
La communauté d'agglomération est composée des 56 communes suivantes :

| Nom                     | Code Insee | Gentilé          | Superficie (km2) | Population (dernière pop. légale) | Densité (hab./km2) |
| ----------------------- | ---------- | ---------------- | ---------------- | --------------------------------- | ------------------ |
| Técou (siège)           | 81294      | Técounais        | 19,4             | 1 099 (2022)                      | 57                 |
| Alos                    | 81007      | Alosiens         | 6,32             | 97 (2022)                         | 15                 |
| Andillac                | 81012      | Andillacois      | 5,44             | 123 (2022)                        | 23                 |
| Aussac                  | 81020      | Aussacois        | 6,06             | 263 (2022)                        | 43                 |
| Beauvais-sur-Tescou     | 81024      | Beauvaisois      | 12,1             | 376 (2022)                        | 31                 |
| Bernac                  | 81029      | Bernacois        | 5,54             | 185 (2022)                        | 33                 |
| Brens                   | 81038      | Brensols         | 22,79            | 2 418 (2022)                      | 106                |
| Briatexte               | 81039      | Briatextois      | 15               | 1 948 (2022)                      | 130                |
| Broze                   | 81041      | Brozois          | 4,02             | 106 (2022)                        | 26                 |
| Busque                  | 81043      | Busquois         | 8,38             | 719 (2022)                        | 86                 |
| Cadalen                 | 81046      | Cadalénois       | 40,41            | 1 540 (2022)                      | 38                 |
| Cahuzac-sur-Vère        | 81051      | Cahuzacois       | 30,58            | 1 214 (2022)                      | 40                 |
| Campagnac               | 81056      | Campagnacois     | 7,43             | 159 (2022)                        | 21                 |
| Castanet                | 81061      | Castanetois      | 7,21             | 199 (2022)                        | 28                 |
| Castelnau-de-Montmiral  | 81064      | Montmiralais     | 88,81            | 1 055 (2022)                      | 12                 |
| Cestayrols              | 81067      | Cestayrolais     | 17,03            | 462 (2022)                        | 27                 |
| Coufouleux              | 81070      | Coufouléens      | 27,16            | 3 041 (2022)                      | 112                |
| Fayssac                 | 81087      | Fayssacois       | 7,62             | 359 (2022)                        | 47                 |
| Fénols                  | 81090      | Fénolais         | 6                | 247 (2022)                        | 41                 |
| Florentin               | 81093      | Florentinois     | 12,62            | 735 (2022)                        | 58                 |
| Gaillac                 | 81099      | Gaillacois       | 50,93            | 16 080 (2022)                     | 316                |
| Giroussens              | 81104      | Giroussinais     | 41,67            | 1 543 (2022)                      | 37                 |
| Graulhet                | 81105      | Graulhetois      | 56,75            | 13 275 (2022)                     | 234                |
| Grazac                  | 81106      | Grazacois        | 32,02            | 641 (2022)                        | 20                 |
| Itzac                   | 81108      | Itzacois         | 11,24            | 178 (2022)                        | 16                 |
| Labastide-de-Lévis      | 81112      | Bastidois        | 14,29            | 963 (2022)                        | 67                 |
| Labessière-Candeil      | 81117      | Labesserins      | 21,98            | 726 (2022)                        | 33                 |
| Lagrave                 | 81131      | Lagravois        | 9,46             | 2 275 (2022)                      | 240                |
| Larroque                | 81136      | Roucanels        | 17,97            | 161 (2022)                        | 9                  |
| Lasgraisses             | 81138      | Lasgraïssois     | 12,22            | 575 (2022)                        | 47                 |
| Lisle-sur-Tarn          | 81145      | Lislois          | 86,56            | 4 857 (2022)                      | 56                 |
| Loupiac                 | 81149      | Loupiacois       | 10,82            | 448 (2022)                        | 41                 |
| Mézens                  | 81164      | Mézensols        | 5,9              | 531 (2022)                        | 90                 |
| Montans                 | 81171      | Montanais        | 32,43            | 1 547 (2022)                      | 48                 |
| Montdurausse            | 81175      | Montduraussois   | 15,92            | 394 (2022)                        | 25                 |
| Montels                 | 81176      | Montélois        | 3,23             | 109 (2022)                        | 34                 |
| Montgaillard            | 81178      | Montgaillardais  | 14,95            | 361 (2022)                        | 24                 |
| Montvalen               | 81185      | Montvalénois     | 11,73            | 243 (2022)                        | 21                 |
| Parisot                 | 81202      | Parisotains      | 28,99            | 1 009 (2022)                      | 35                 |
| Peyrole                 | 81208      | Peyrolais        | 20,59            | 557 (2022)                        | 27                 |
| Puybegon                | 81215      | Puybegonnais     | 19,01            | 646 (2022)                        | 34                 |
| Puycelsi                | 81217      | Puycelsiens      | 39,2             | 458 (2022)                        | 12                 |
| Rabastens               | 81220      | Rabastinois      | 66,29            | 5 801 (2022)                      | 88                 |
| Rivières                | 81225      | Riviérois        | 9,57             | 1 065 (2022)                      | 111                |
| Roquemaure              | 81228      | Roquemauriens    | 15,77            | 468 (2022)                        | 30                 |
| Saint-Beauzile          | 81243      | Saint-Beauzilois | 9,23             | 129 (2022)                        | 14                 |
| Saint-Gauzens           | 81248      | Saint-Gauzinois  | 18,42            | 912 (2022)                        | 50                 |
| Saint-Urcisse           | 81272      | Saint-Urcissiens | 12,05            | 225 (2022)                        | 19                 |
| Sainte-Cécile-du-Cayrou | 81246      | Cayrousiens      | 7,95             | 120 (2022)                        | 15                 |
| Salvagnac               | 81276      | Salvagnacois     | 33,41            | 1 236 (2022)                      | 37                 |
| La Sauzière-Saint-Jean  | 81279      | Sauzierains      | 15,82            | 257 (2022)                        | 16                 |
| Senouillac              | 81283      | Sénouillacois    | 15,01            | 1 123 (2022)                      | 75                 |
| Tauriac                 | 81293      | Tauriacois       | 9,92             | 396 (2022)                        | 40                 |
| Tonnac                  | 81300      | Tonnacois        | 11,23            | 105 (2022)                        | 9,3                |
| Le Verdier              | 81313      | Verdiérois       | 9,54             | 227 (2022)                        | 24                 |
| Vieux                   | 81316      | Vieuxois         | 6,95             | 230 (2022)                        | 33                 |

### Démographie
| 1968   | 1975   | 1982   | 1990   | 1999   | 2006   | 2011   | 2016   | 2022   |
| ------ | ------ | ------ | ------ | ------ | ------ | ------ | ------ | ------ |
| 53 734 | 55 274 | 55 028 | 56 325 | 57 836 | 62 781 | 67 340 | 72 700 | 76 216 |

## Administration

### Siège
Le siège de la communauté d'agglomération est situé à Técou.

### Les élus
Le conseil communautaire de la communauté d'agglomération se compose de 92 conseillers,,, représentant chacune des communes membres et élus pour une durée de six ans, répartis comme suit :
| Nombre de conseillers | Communes                              |
| --------------------- | ------------------------------------- |
| 15                    | Gaillac                               |
| 12                    | Graulhet                              |
| 5                     | Rabastens                             |
| 4                     | Lisle-sur-Tarn                        |
| 2                     | Brens, Briatexte, Coufouleux, Lagrave |
| 1 (+1 suppléant)      | les 48 autres communes                |

### Présidence
| Période                                  | Période  | Identité      | Étiquette | Qualité |
| ---------------------------------------- | -------- | ------------- | --------- | --- |
| 10 janvier 2017                          | En cours | Paul Salvador | SE-DVD    | Maire de Castelnau-de-Montmiral (2001 → ). Conseiller général du canton de Castelnau-de-Montmiral (1992 → 2015), puis départemental du canton de Vignobles et Bastides (2015 → ). |
| Les données manquantes sont à compléter. |          |               |           | |

### Vice-présidents
|     | Attributions                                        | Identité             | Qualité                       |
| --- | --------------------------------------------------- | -------------------- | ----------------------------- |
| 1er | Développement économique, emploi et infrastructures | Patrice Gausserand   | Maire de Gaillac              |
| 2e  | Habitat, urbanisme, politique de la ville et SIG    | Florence Belou       | Adjointe au maire de Graulhet |
| 3e  | -                                                   | Nicolas Géraud       | Maire de Rabastens            |
| 4e  | -                                                   | Maryline Lherm       | Maire de Lisle-sur-Tarn       |
| 5e  | -                                                   | Paul Boulvrais       | Maire de Saint-Gauzens        |
| 6e  | -                                                   | Olivier Damez        | Maire de Couffouleux          |
| 7e  | -                                                   | Christophe Gourmanel | Maire de Grazac               |
| 8e  | -                                                   | Christophe Hérin     | Maire de Rivières             |
| 9e  | -                                                   | Pierre Tranier       | Adjoint au maire de Gaillac   |
| 10e | -                                                   | Jean-François Baulès | Maire de Técou                |

### Compétences

#### Aménagement
- Climat (Plan climat air énergie territorial)
- Habitat et projets urbains
- Information géographique
- Stratégie foncière
- Mobilité
- Urbanisme

#### Cadre de vie
- Eau et assainissement
- Déchets et sensibilisation
- Patrimoine bâti
- Voirie et espaces verts
- Équipements sportifs

#### Services à la population
- Projet éducatif communautaire
- Petite enfance
- Éducation jeunesse
- Politique de la ville

#### Développement économique
Soutien des activités commerçantes, artisanales, industrielles et agricoles. Création, aménagement, entretien et gestion des zones d'activités économiques.

#### Action culturelle
Lecture publique. Construction, aménagement, entretien et gestion d'équipements culturels. Animation culturelle et cinémas.

#### Tourisme
Depuis le 1er janvier 2022, la communauté d'agglomération Gaillac-Graulhet et la communauté de communes du Cordais et du Causse ont fait le choix d'une mise en commun des compétences en matière touristique : information, promotion, conseil auprès du public et commercialisation de produits touristiques.
Ainsi, les offices de tourisme de chacune des communautés - "Bastides et Vignoble du Gaillac" et "Pays Cordais au Pays de Vaour" - ne forment plus qu’une entité : le Syndicat Mixte La Toscane Occitane - Gaillac, Cordes sur ciel et cités médiévales et une destination "La Toscane Occitane". La destination réunit les 81 communes de la communauté d'agglomération et de la communauté de communes.
Au-delà de ses missions auprès du grand public, le Syndicat Mixte est chargé de mettre en œuvre la politique locale de tourisme avec la valorisation du Grand Site Occitanie Cordes sur Ciel et les cités médiévales, du label Vignobles & Découvertes, l'animation du réseau de prestataires touristiques ainsi que le développement du e-tourisme.

### Régime fiscal et budget
Le régime fiscal de la communauté d'agglomération est la fiscalité professionnelle unique (FPU).